# Меркуралії
Меркуралії (лат. Mercuralia) — у Стародавньому Римі свято на честь Меркурія і відоме також як «Фестиваль Меркурія». Меркурій вважався бог купців, торгівлі і злодіїв.
15 травня купці і торговці окроплювали собі голови, їхні кораблі і товари, а також їх крамниці водою з джерела Меркурія (Aqua Mercuria) біля Капенських воріт, для забезпечення свого процвітання і своїх інтересів.